# المحطة المركزية في أمستردام

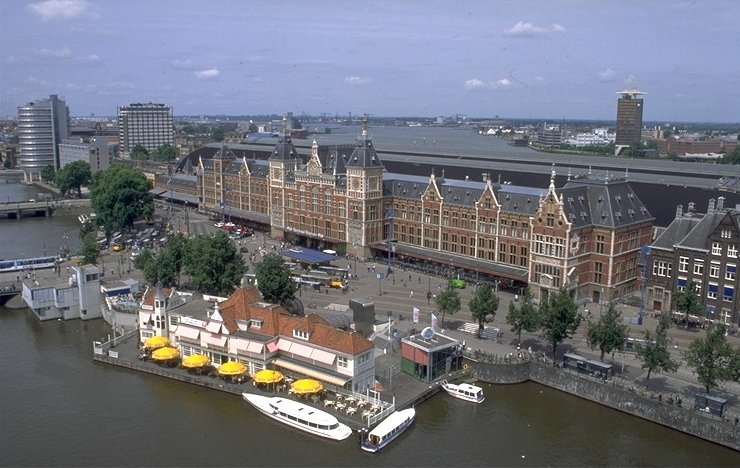
المحطة المركزية في أمستردام

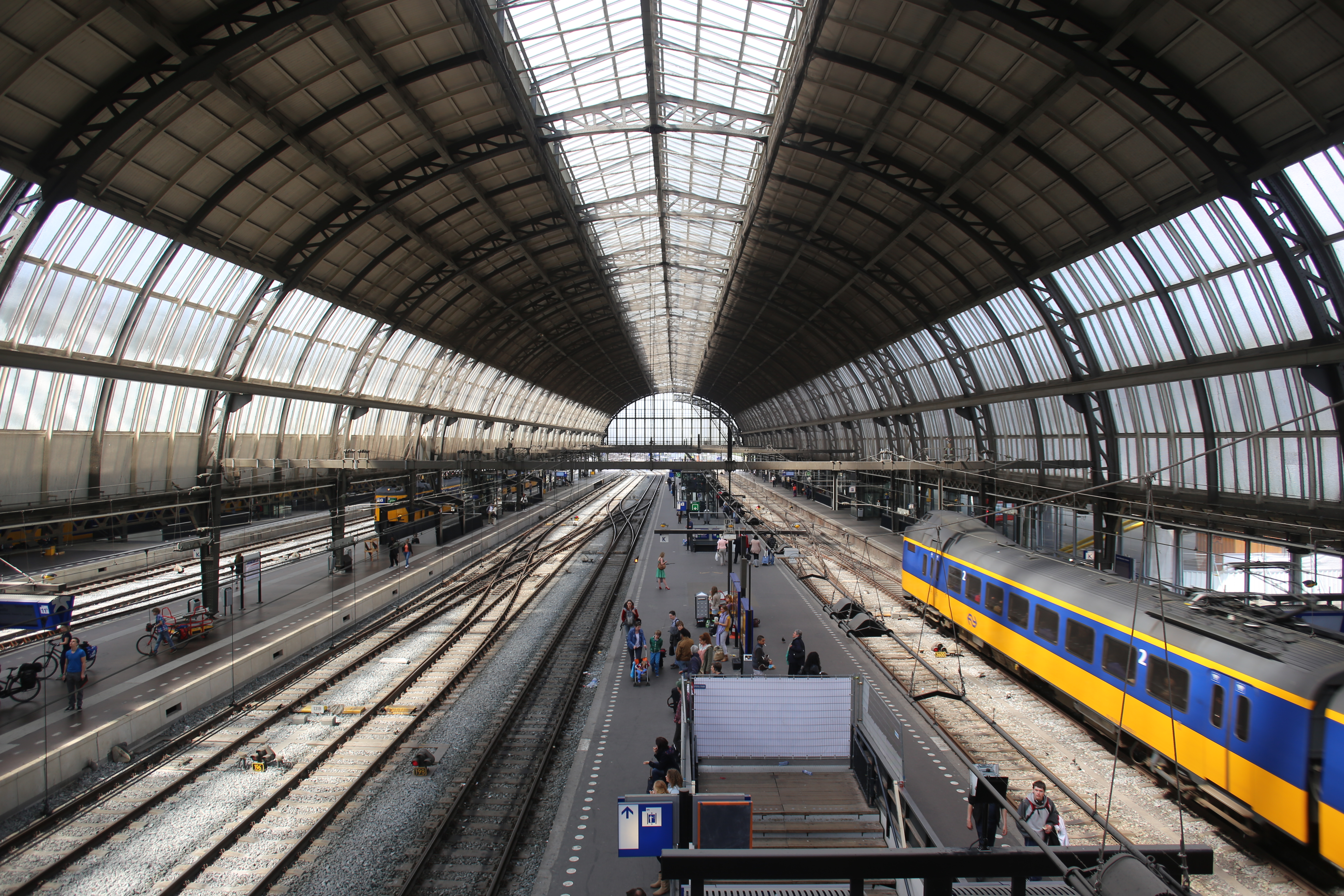
المحطة من الداخل.

المحطة المركزية في أمستردام أو أمستردام سنترال (بالهولندية: Amsterdam Centraal) هي محطة السكك الحديدية المركزية في مدينة أمستردام، كما إنها واحدة من المراكز الرئيسية للسكك الحديدية في هولندا، حيث يستخدمها قرابة 250,000 راكب يوميا. وتُعتبر نقطة انطلاق لمترو أمستردام على الخطوط 51 و 53 و 54. تم إنشاء المحطة عام 1889، وقد تمت توأمتها مع محطة شارع ليفربول في لندن بالمملكة المتحدة، ومحطة Dutchflyer للسكك الحديدية.

## تاريخ
قام بتصميمها المهندس المعماري بيير كاوبيرز.

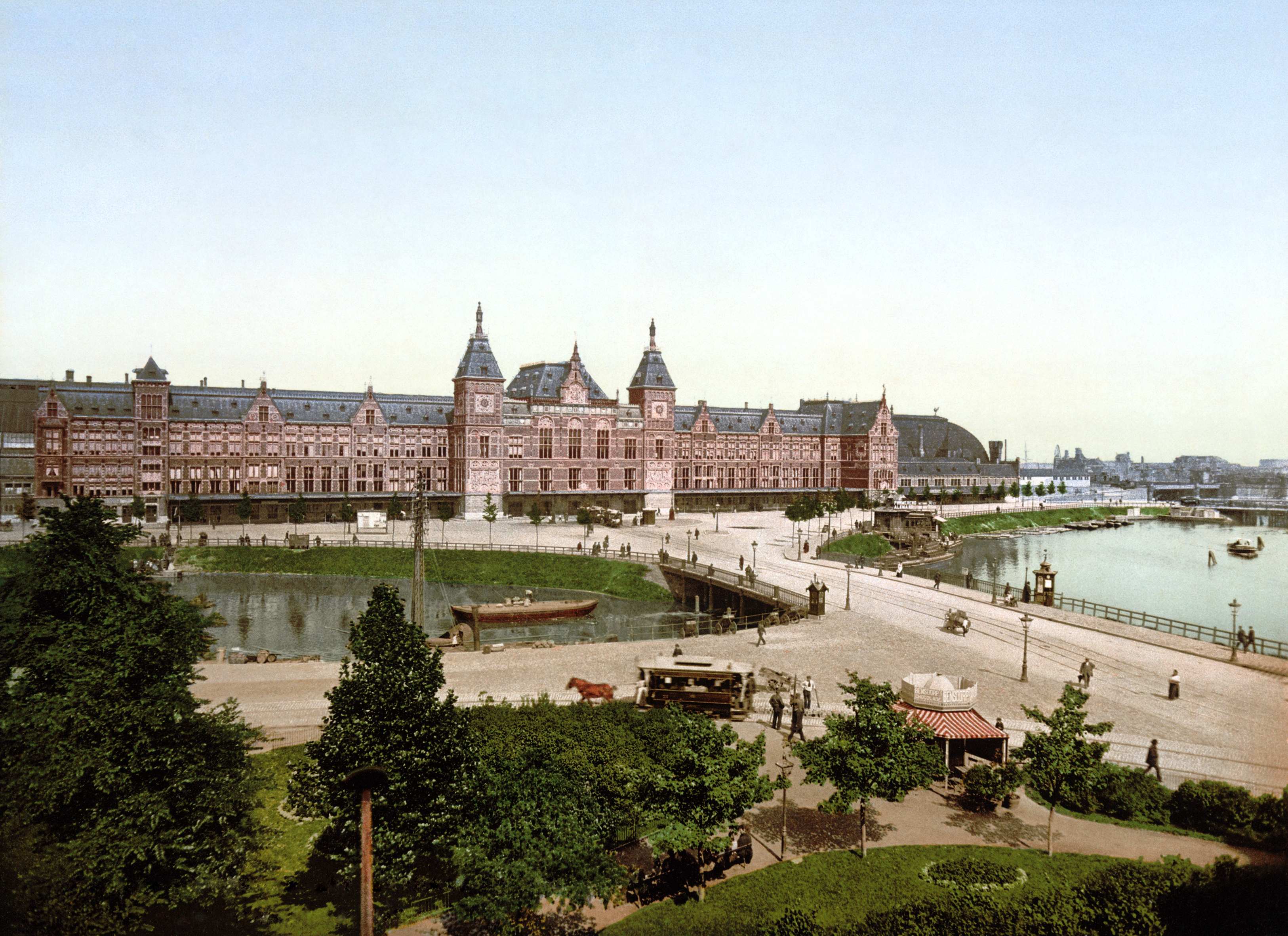
المحطة 1890-1900.

## وصلات خارجية
مخطط رحلات النقل العام الهولندي